# Heteromycteris oculus
Heteromycteris oculus és un peix teleosti de la família dels soleids i de l'ordre dels pleuronectiformes.

## Distribució geogràfica
Es troba a les costes de l'oceà Pacífic i a l'Índic.

## Interès gastronòmic
És un peix de sabor excel·lent.